# Macintosh Portable
El Macintosh Portable fue el primer intento de Apple Inc. en hacer una Computadora Macintosh personal que tuviera el poder de una computadora de escritorio. También fue el primer ordenador portátil utilizado en el espacio y el primero en enviar un correo electrónico desde el espacio, en 1991, a bordo de misiones espaciales STS-43.
Lanzado el 20 de septiembre de 1989, fue recibido con entusiasmo por la mayoría de los críticos, pero con unas ventas muy pobres a los consumidores. Contaba con un blanco y negro de matriz activa LCD de pantalla en una tapa con bisagra que cubría el teclado cuando la máquina no estaba en uso. La función de ratón fue manejada por un trackball integrado, que podía quitarse y situados a ambos lados del teclado. Usaba SRAM caro en un esfuerzo por maximizar la vida útil y proporcionar un modo de suspensión con un encendido inmediato.

## Hardware
La máquina tenía arquitectura similar al Macintosh SE, a pesar de utilizar el Microprocesador 68HC000, una versión de baja potencia de los Motorola 68000, corriendo a 16 megahercios (MHz) en un bus de 16 MHz. El portátil viene con 1 megabyte (MB) de RAM soldada en la placa base y se ampliables a 5 MB de RAM utilizando la ranura de expansión individual, o 9 MB con la sola ranura de expansión PDS que, debido a las estrictas regulaciones de la FCC, no se ha desarrollado para su uso con las tarjetas de expansión tales como la popular tarjeta de Ethernet para la SE. También tenía una ranura de expansión ROM único que tiene capacidad para 4 MB, aunque el portátil se utiliza una memoria ROM de 256 K a partir de la SE. Con un peso de 15,8 libras (7,2 kg), debido en gran parte a la selladas de plomo-ácido utilizado, la máquina fue ampliamente considerado como más de un "luggable" de un portátil. En comparación con la serie PowerBook introducido unos años más tarde, el portátil carecía de diseño ergonómico que marcan tendencia para todos los portátiles en el futuro.
Utilizando el lenguaje de Nieve mismo diseño en blanco como un intento previo de Apple en un ordenador portátil, Apple IIc, el Mac Portable tenía un nivel 1,44 la unidad MB de disco, un disco duro opcional interna (de baja potencia de 3,5 pulgadas de Conner fue utilizado ) o una segunda unidad de disquete interna, y también se ofreció el primer módem interno opcional en un Macintosh. Es, además, ofrece un complemento completo de tamaño estándar puertos periféricos de escritorio, aunque el uso del módem interno desactivado el puerto de módem externo. El sistema modular, "enganchan" diseño físico de la portátil de hecho que sea fácil de actualizar, modificar y reparar en el campo. La memoria, módem y de propósito especial las tarjetas de circuitos se podría insertar en segundos sin necesidad de herramientas especiales, simplemente abra el panel de gran tamaño que cubre la parte posterior del equipo. Los usuarios incluso se podía mover la rueda de desplazamiento a la izquierda del teclado para dar cabida a zurdos, o sustituirla por un teclado numérico opcional.
Además, el portátil incluye muchas características con visión de futuro que se aplican raramente, si alguna vez aprovechado. El portátil es capaz de la modalidad de disco SCSI (oficialmente por primera vez con el apoyo de Apple con el PowerBook 100) a través de un kit de terceros, lo que le permite ser utilizado como un disco duro externo para un Mac de sobremesa. [4] También fue la primera Mac con una pantalla de auto-contenido para incluir un built-in de salida de monitor, lo que requiere un adaptador de vídeo externo (que Apple canceló poco después de que se anunció), algo que incluso la línea PowerBook no incorporaría hasta su segunda generación de modelos. Sin embargo, los desarrolladores de terceros ha creado productos que utilizan esta salida, incluyendo una sobrecarga panel del proyector. También fue la primera Mac que permita su configuración de la pantalla para ser totalmente controlado por software, una característica que más tarde se convertiría en el escritorio de Macintosh Classic.
Tal vez la característica más prominente de la portátil (y el único elemento que más ha contribuido significativamente a su costo) fue el más elogiado LCD de matriz activa, que proporciona una pantalla brillante, agudo comparable a una Mac de escritorio. El uso de Apple de la tecnología más costosa convertido en un destacado de los portátiles PC que utiliza inferior y más barato pantallas de matriz pasiva.

## Críticas
A diferencia de los ordenadores portátiles más tarde de Apple y otros fabricantes, la batería se carga en serie con el suministro de energía a la computadora. Si la batería ya no puede mantener una carga, entonces la computadora no puede funcionar con alimentación de CA y por lo tanto no se inicie. La razón principal de esto es que la fuente de alimentación original tenía una salida muy baja. Esto también es por eso que en muchos casos el disco duro no giraba. Varias soluciones sin autorización populares fueron concebidas, incluyendo a utilizar la fuente de alimentación de la serie PowerBook 100 que ofrece un mayor rendimiento. Selladas de plomo ácido células tienden a fracasar si se descarga por completo, otra queja común acerca de la portátil. Las baterías ya no se fabrican y es muy raro encontrar a una batería original que llevará a cabo la carga y permitir que el equipo se inicie. Es posible volver a embalar la batería con células nuevas o utilizar baterías de 6 V alternativas [1]. Las células selladas de plomo ácido que se utiliza en la batería de la portátil fueron hechas por Gates y también se utilizaron en Quantum 1 paquetes de baterías para el uso del flash fotográfico.
Uno de los inconvenientes de la portátil se sea difícil de leer en situaciones de poca luz. Así, en febrero de 1991, Apple presentó un portátil Macintosh retroiluminado (modelo M5126). Junto con la nueva pantalla, Apple cambió la memoria SRAM a pseudo-SRAM (que redujo la expansión total de RAM y 8 MB) y bajó el precio. La función de luz de fondo fue una mejora bienvenida, pero que venía con un sacrificio: la vida de la batería se reduce a la mitad. Un kit de actualización también se ofrece para el modelo anterior, así, que conecta a la ranura de expansión ROM. El portátil se suspendió en octubre del mismo año.
Además, a las 16 libras y 4 pulgadas de grosor, el portátil era un ordenador portátil pesados y voluminosos. Las baterías de plomo ha contribuido a su peso y volumen

## Legado
El Macintosh Portable y PowerBook 100 se pueden ejecutar Macintosh System 6.0.4 a través del Sistema 7.5.5.
En mayo de 2006, PC World calificó el Portable Macintosh como el decimoséptimo peor producto tecnológico de todos los tiempos